# Gene Sharp
Gene Sharp (North Baltimore, 1928. január 21. – Boston, 2018. január 28.) amerikai politológus.
A Hogyan csináljunk forradalmat? című könyve világhíressé vált, ismertető film is készült belőle. Arról szól, hogyan lehet békés eszközökkel megbuktatni egy diktatúrát. Ezt a művet használták több diktátor megbuktatására, például 2000-ben Szerbiában az ő módszerével buktatták meg Slobodan Miloševićet.

## Életrajza
North Baltimore-ban, Ohio államban született, egy vándorló protestáns lelkész fiaként. 1949-ben Bachelor of Arts in Social Sciences diplomát szerzett az Ohio State University-n, ahol 1951-ben szociológiából szerzett Master of Arts fokozatot is. 1953–54-ben kilenc hónapos börtönbüntetésre ítélték, miután tiltakozott a katonák koreai háborúba való behívása ellen. Albert Einsteinnek írt leveleiben tárgyalta döntését, hogy börtönbe vonult meggyőződése miatt, aki előszót írt Gandhiról szóló első könyvéhez. Dolgozott gyári munkásként, egy vak szociális munkás kalauzaként és A. J. Muste, Amerika vezető pacifista titkáraként. 1955 és 1958 között a Peace News (London) segédszerkesztője volt, a pacifista hetilapnak, ahonnan segített megszervezni az 1958-as Aldermaston March-ot . A következő két évben Oslóban tanult és kutatott Arne Næss professzornál, aki Johan Galtunggal együtt sokat merített Mohandász Karamcsand Gandhi írásaiból a Satyagraha normák kidolgozása során. 1968-ban az Oxfordi Egyetemen szerzett filozófia-doktori fokozatot politikaelméletből. Kutatásának finanszírozása jelenleg az Egyesült Államok Védelmi Minisztériumának DARPA projektjéből származott.